# Chirgaon
Chirgaon là một thành phố và là nơi đặt ban đô thị (municipal board) của quận Jhansi thuộc bang Uttar Pradesh, Ấn Độ.

## Nhân khẩu
Theo điều tra dân số năm 2001 của Ấn Độ, Chirgaon có dân số 14.105 người. Phái nam chiếm 53% tổng số dân và phái nữ chiếm 47%. Chirgaon có tỷ lệ 67% biết đọc biết viết, cao hơn tỷ lệ trung bình toàn quốc là 59,5%: tỷ lệ cho phái nam là 75%, và tỷ lệ cho phái nữ là 59%. Tại Chirgaon, 14% dân số nhỏ hơn 6 tuổi.